# Bajewa
Bajewa (biał. Баева; ros. Баево, Bajewo) – wieś na Białorusi, w obwodzie witebskim, w rejonie dubrowieńskim, w sielsowiecie Zaruby. W 2009 roku liczyła 144 mieszkańców.
Miejscowość wzmiankowana była w XVI wieku. Od 1772 roku wchodziła w skład ujezdu kopysskiego, a od 1861 roku horeckiego w guberni mohylewskiej. Była siedzibą wołości. W 1880 roku liczyła około 1000 mieszkańców i obejmowała 98 domów drewnianych. W miejscowości znajdowały się wówczas także dwie szkoły, urząd wołości, dwie cerkwie prawosławne, młyn wodny, przytułek oraz siedem sklepów. W listopadzie 1917 roku władzę w Bajewie objęli bolszewicy. W 1919 roku miasteczko weszło w skład guberni homelskiej, a w 1922 roku znalazło się w granicach guberni smoleńskiej. W lutym 1923 roku zlikwidowano wołość bajewską i miejscowość została włączona do wołości ladniańskiej. W 1924 roku miejscowość wcielono do Białoruskiej Socjalistycznej Republiki Radzieckiej i ustanowiono ją siedzibą sielsowietu Bajewa w rejonie ladniańskim, w okręgu orszańskim. W 1931 roku zlikwidowano rejon ladniański i Bajewa została włączona do rejonu dubrowieńskiego. W 1938 roku miejscowość znalazła się w granicach nowo utworzonego obwodu witebskiego. Przed rozpoczęciem II wojny światowej Bajewa liczyła 1095 mieszkańców w 220 gospodarstwach. Po ataku III Rzeszy na Związek Radziecki wioska znajdowała się pod okupacją niemiecką od lipca 1941 roku do 30 września 1943 roku, w czasie której Niemcy spalili miejscowość i zamordowali 110 jej mieszkańców. Po zakończeniu wojny wieś nie została w całości odbudowana. W Bajewie zorganizowano kołchoz, utworzono szkołę podstawową, bibliotekę, dom kultury, sklep, punkt felczersko-akuszerski oraz zbiorową mogiłę żołnierzy radzieckich. W 2004 roku zlikwidowano sielsowiet Bajewa i włączono wieś do sielsowietu Zaruby.